# Аналоговый компьютер
Ана́логовый компьютер или ана́логовая вычисли́тельная маши́на (АВМ) — вычислительная машина, которая представляет числовые данные при помощи аналоговых физических параметров (скорость, длина, напряжение, сила тока, давление), в чём и состоит его главное отличие от цифровой ЭВМ. Другим принципиальным отличием является отсутствие у АВМ хранимой программы, под управлением которой с помощью одной и той же вычислительной машины можно решать разнообразные задачи. Решаемая задача (класс задач) жёстко определяется внутренним устройством АВМ и выполненными настройками (соединениями, установленными модулями, клапанами и т. п.). Даже для универсальных АВМ для решения новой задачи требовалась перестройка внутренней структуры устройства.

## История

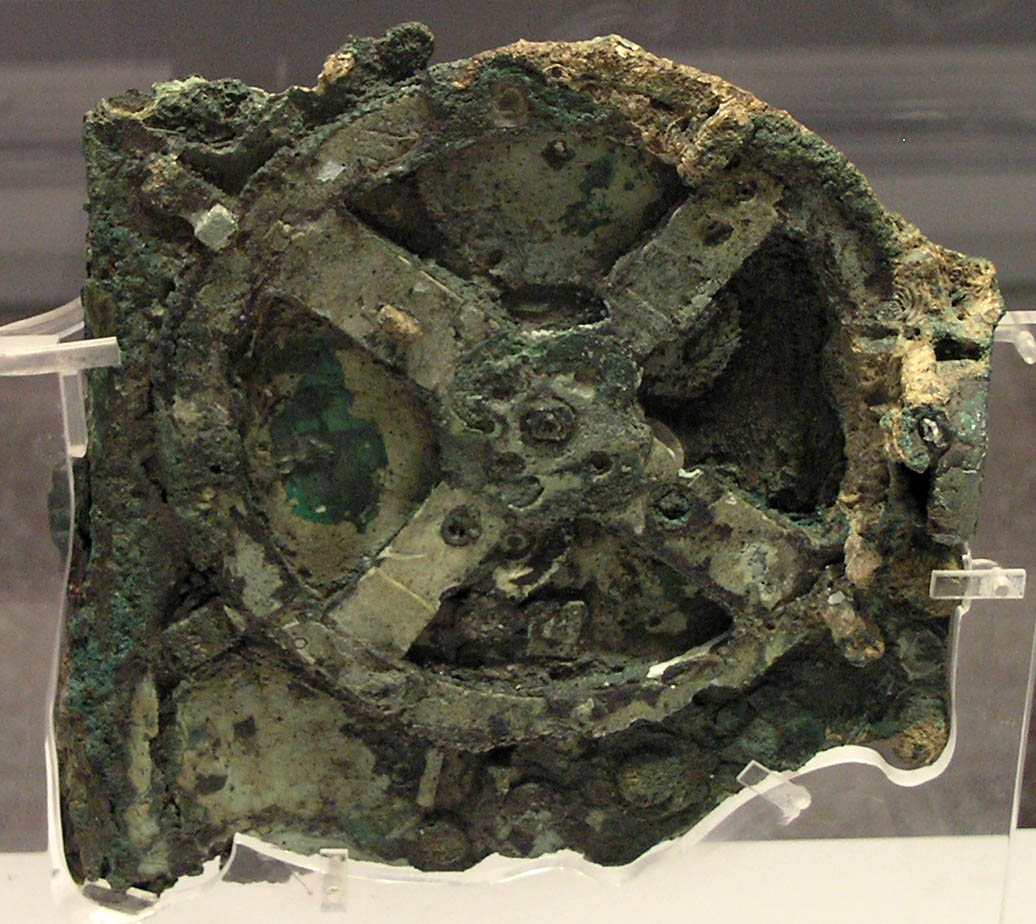
Антикитерский механизм, ок. 100 год до н. э.

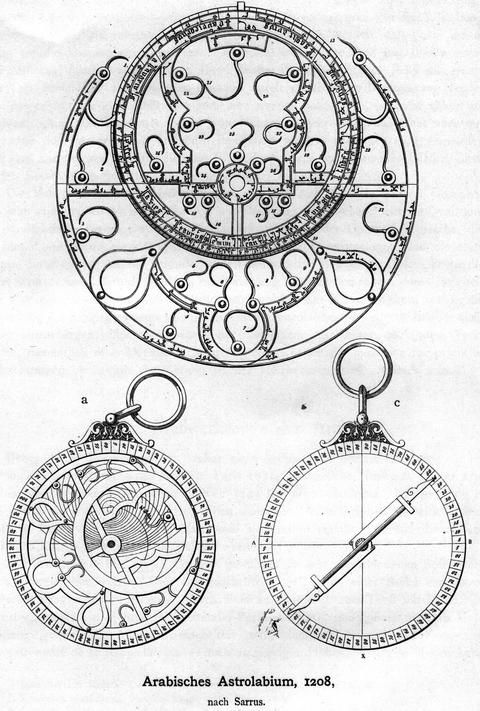
Астролябия (1208 год, Персия)

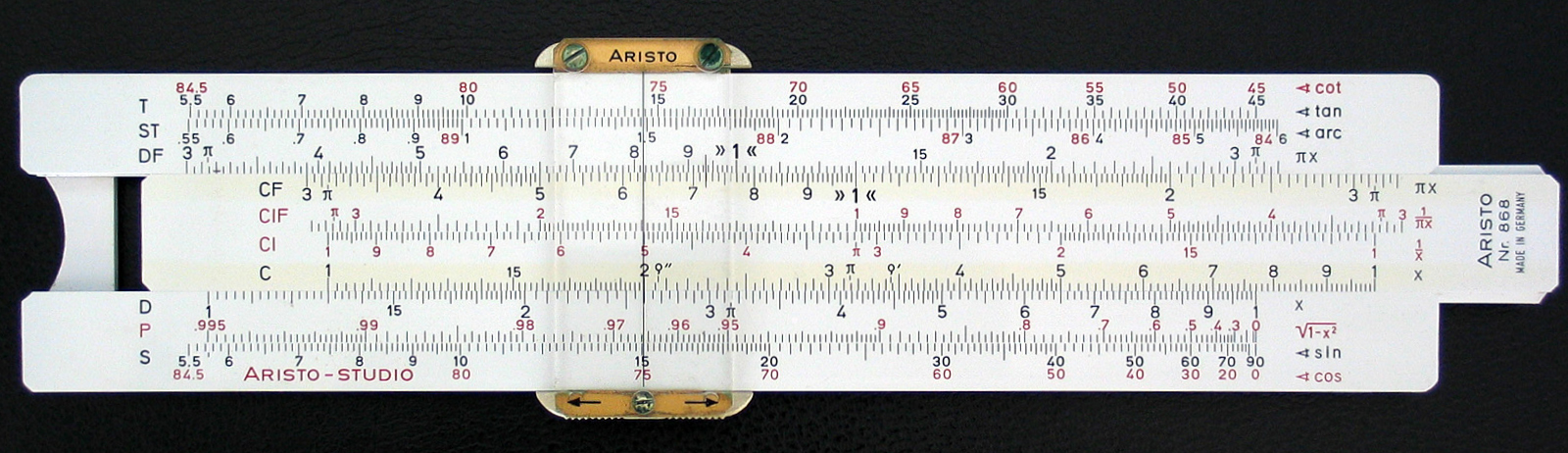
Логарифмическая линейка

Примечание: для сравнения указаны отдельные этапы развития цифровых вычислительных устройств.
Одним из самых древних аналоговых приборов считается антикитерский механизм — механическое устройство, обнаруженное в 1902 году на затонувшем древнем судне недалеко от греческого острова Антикитера. Датируется приблизительно 100 годом до н. э. (возможно, до 150 года до н. э.). Хранится в Национальном археологическом музее в Афинах.
Астрологи и астрономы пользовались аналоговым прибором астролябия с IV века до нашей эры вплоть до XIX века нашей эры. Этот прибор использовался для определения положения звезд на небе и вычисления продолжительности дня и ночи. Современным потомком астролябии является планисфера — подвижная карта звёздного неба, используемая в учебных целях.
- 1622 год, английский математик-любитель Уильям Отред разработал первый вариант логарифмической линейки, устройство, которое можно считать первым аналоговым вычислительным прибором.
- 1674 год — создана машина Морленда[1].
- 1814 год — учёный Дж. Герман (Англия) создал планиметр — аналоговое устройство, которое предназначено для нахождения площади, ограниченной замкнутой кривой на плоскости.
- 1878 год — польский математик Абданк-Абаканович разработал теорию интеграфа — аналогового графического интегратора — устройства, позволяющего подсчитать значение интеграла от произвольной функции на основании механической обработки её графика.
- 1903 год — российский инженер Алексей Крылов изобрел первую механическую вычислительную машину, которая могла применяться как для интегрирования нелинейных уравнений, так и для численного решения алгебраических уравнений. На практике прибор применялся при проектировании кораблей. Академик Б. Б. Голицын при выдвижении А. Н. Крылова на звание ординарного академика Императорской Академии наук в 1916 году писал: «Особой оригинальностью и остроумием отличается его прибор для интегрирования дифференциальных уравнений, в котором, при помощи особых шаблонов, характеризующих виды уравнения, ему удаётся чисто механическим путем находить интеграл заданного дифференциального уравнения»[2].
- 1930 год — Ванневар Буш (США) создал механическую интегрирующую машину, применявшуюся при расчёте траектории стрельбы корабельных орудий (в 1942 году — создана её электромеханическая версия)[3]. Чтобы настроить эту машину, оператор должен был вручную подбирать множество шестереночных передач, на что уходило 2-3 дня. В. Буш предложил своему ученику К. Шеннону в качестве темы диссертации изучить логическую организацию своей машины. Диссертация Шеннона 1938 года считается поворотным пунктом в истории развития информатики и вычислительной техники. В ней Шеннон изложил свои идеи относительно связи между двоичными числами, булевой алгеброй и электрическими схемами[4].
- 1935 год — выпуск первой советской электродинамической счётно-аналитической машины САМ (модель Т-1). Разработаны механический интегратор и электрический расчётный стол для определения стационарных режимов энергетических систем[5].
- 1936 год — советский инженер Владимир Сергеевич Лукьянов создаёт Гидравлический интегратор — первый в мире аналоговый компьютер для решения дифференциальных уравнений в частных производных, использующий воду в качестве рабочей среды.
- 1942—1944 годы, США — операционный усилитель постоянного тока, имеющий достаточно высокий коэффициент усиления, что дало возможность конструировать аналоговые компьютеры без движущихся частей, на постоянном токе.
- 1945—1946 годы, СССР — под руководством Льва Гутенмахера изобретены первые электронные аналоговые машины с повторением решения.
- 1949 год, СССР — изобретён ряд АВМ на постоянном токе, что положило начало развитию аналоговой вычислительной техники в СССР.
- 1955 год — Гидравлический интегратор Лукьянова, доработанный для решения двух- и трёхмерных задач и получивший модульную конструкцию, начинает производиться на Рязанском заводе счётно-аналитических машин для использования в строительных расчётах и экспорта.
- 1958 год — Фрэнк Розенблатт разработал первый нейрокомпьютер-перцептрон Марк-1, который не является полностью аналоговым, а скорее относится к гибридным системам[6].
- 1960-е годы, аналоговые компьютеры являлись повседневным инструментом ученых для решения множества специфических задач в различных областях науки. В СССР расцвет электронных аналоговых вычислительных машин с их серийным выпуском пришёлся на 1960—1970-е годы.

## Принцип действия

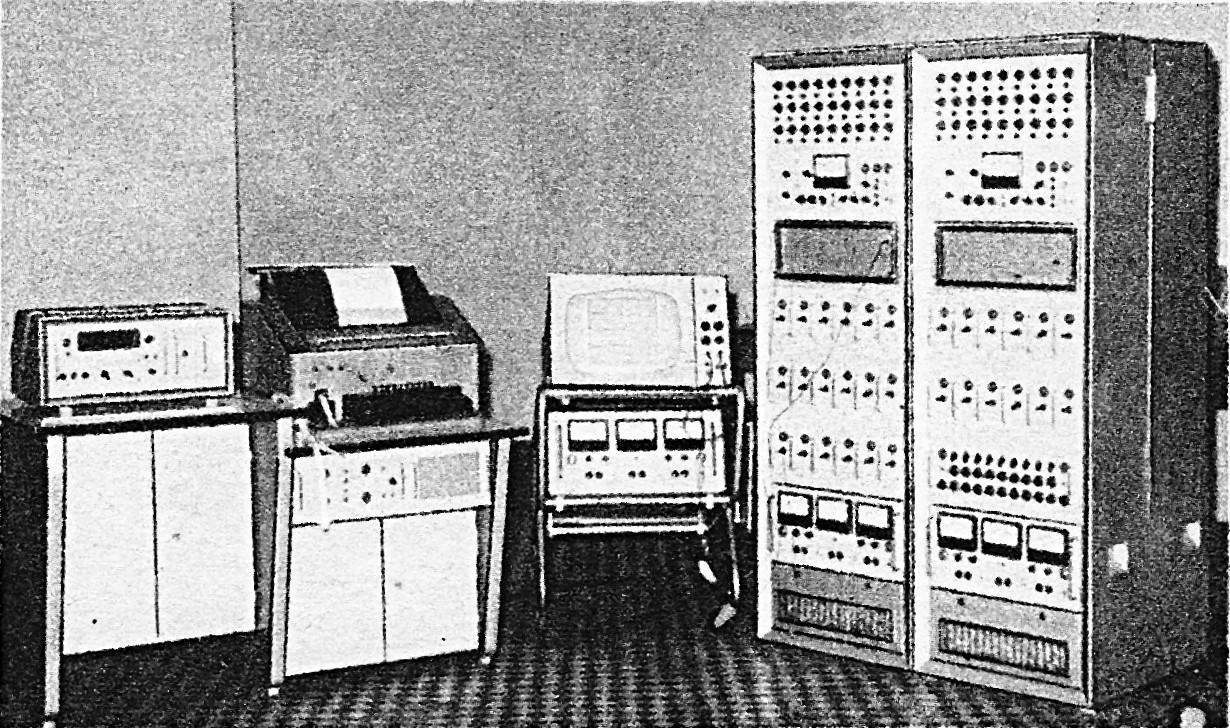
Польская АВМ «ELWAT»

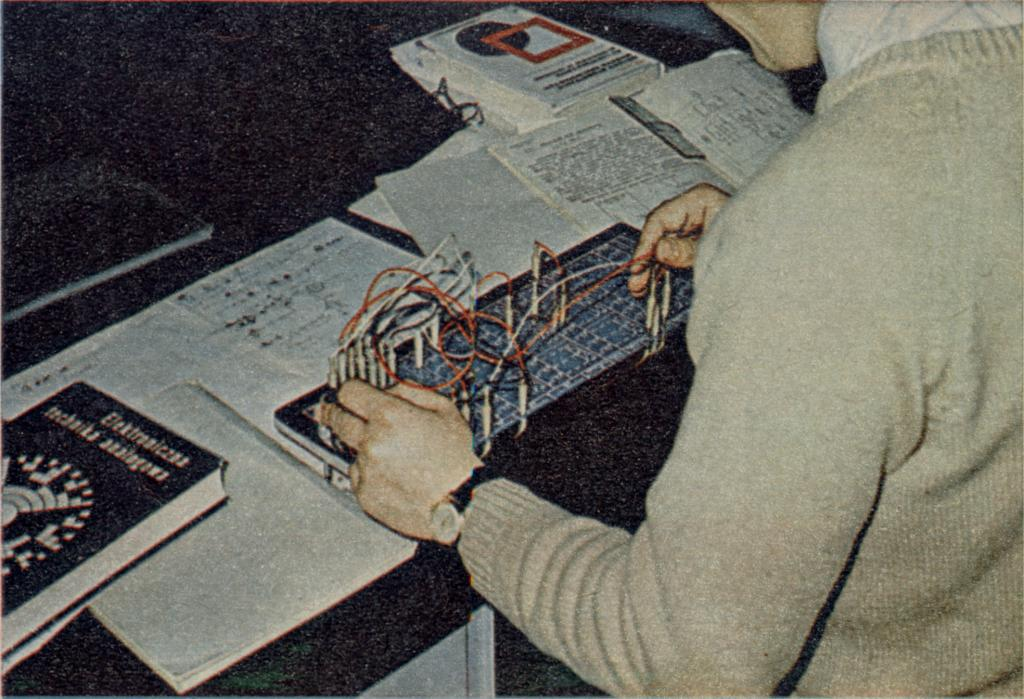
Наборное поле АВМ ELWAT

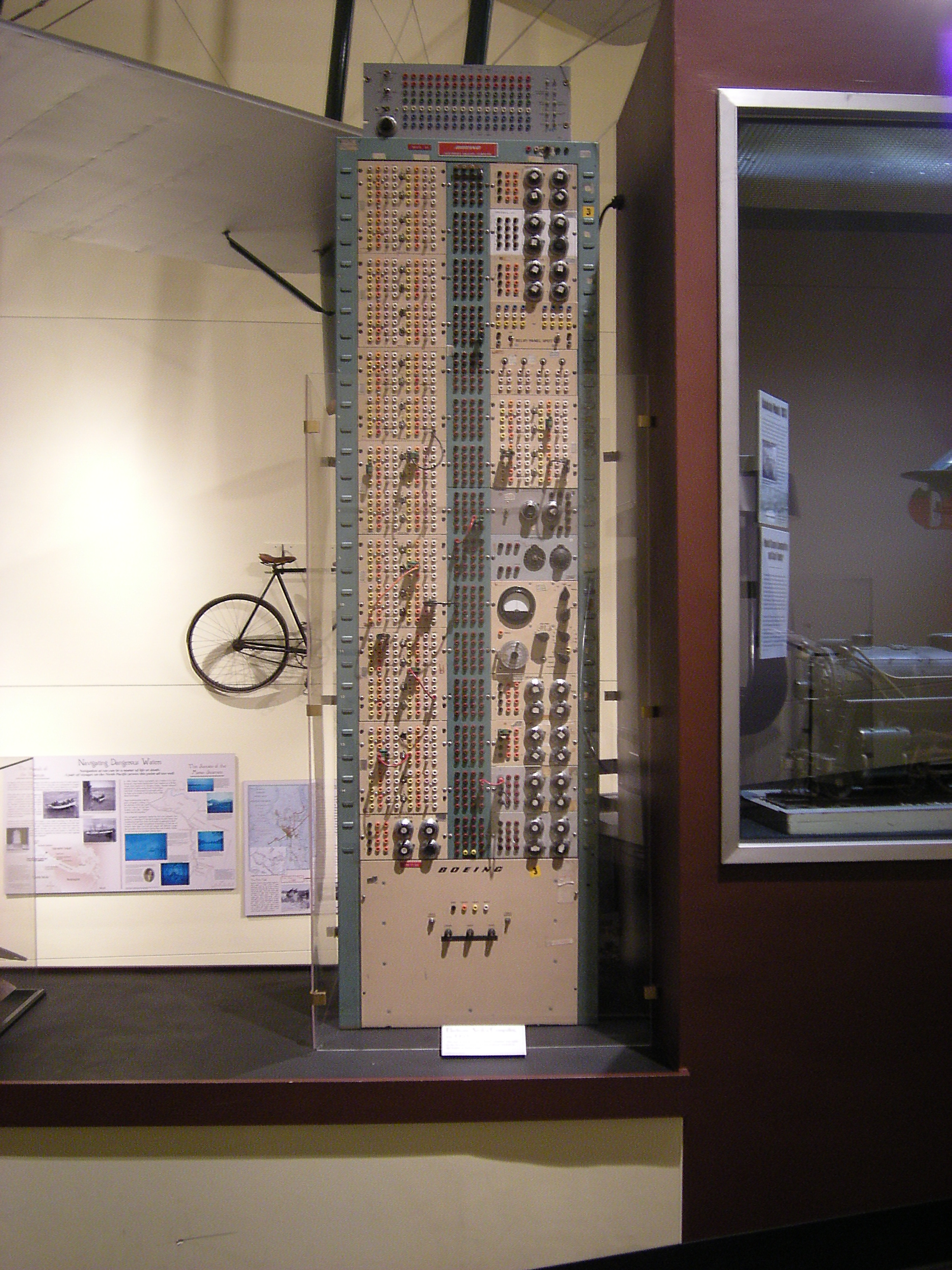
Электронный аналоговый компьютер, построенный около 1953 года компанией Боинг, в музее MOHAI

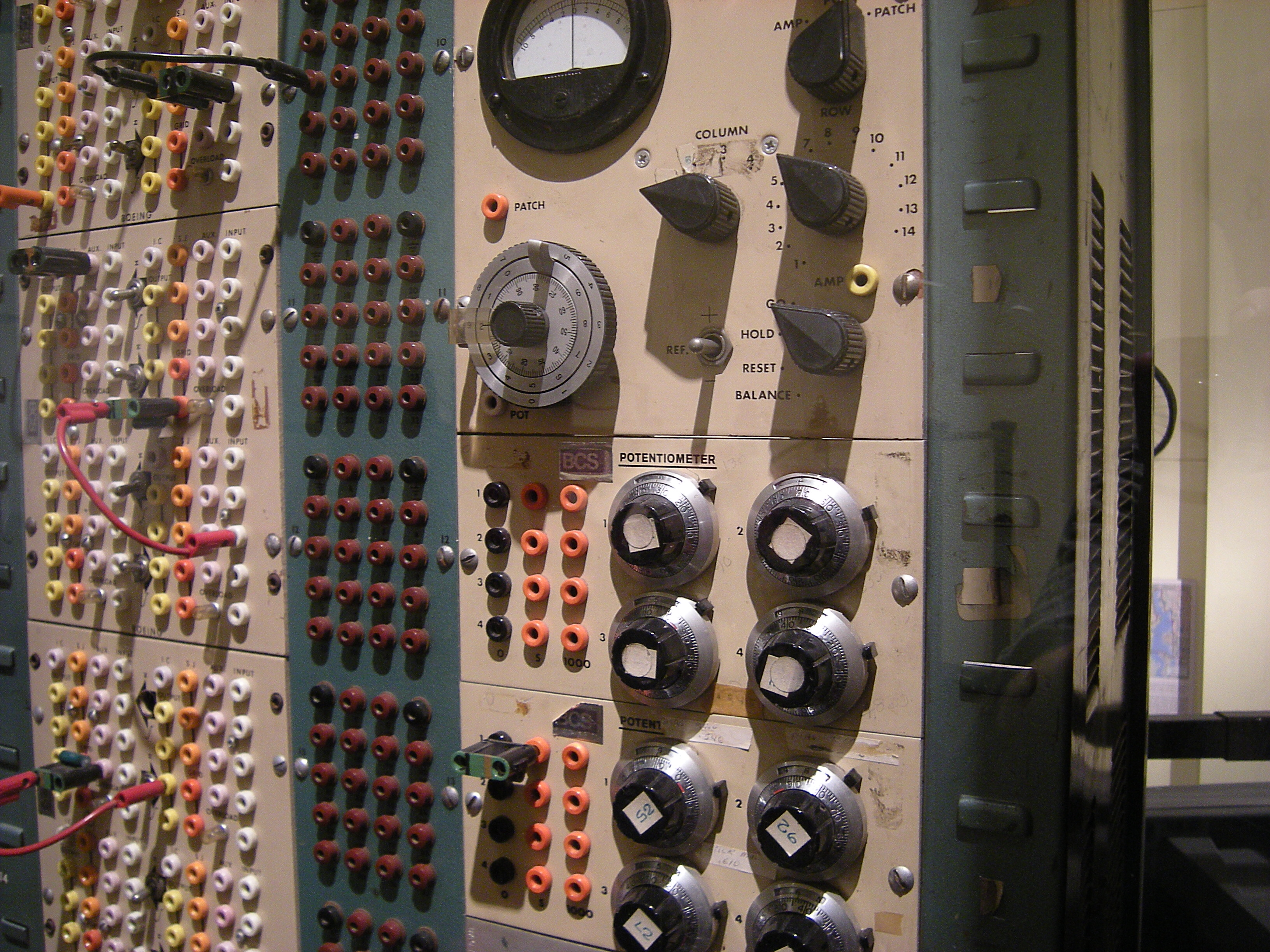
MOHAI вблизи

При работе аналоговый компьютер имитирует процесс вычисления, при этом характеристики, представляющие цифровые данные, в ходе времени постоянно меняются.
Результатом работы аналогового компьютера являются либо графики, изображённые на бумаге или на экране осциллографа, либо электрический сигнал, который используется для контроля процесса или работы механизма.
Эти компьютеры идеально приспособлены для осуществления автоматического контроля над производственными процессами, потому что они моментально реагируют на различные изменения во входных данных. Однако общая скорость их работы невысока, так как вычисления во многом опираются на переходные процессы в реактивных компонентах, а также ограничены частотной полосой и нагрузочной способностью операционных усилителей. Такого рода компьютеры широко использовались в научных исследованиях. Например, в таких экспериментах, в которых недорогие электрические или механические устройства способны имитировать изучаемые ситуации.
В ряде случаев с помощью аналоговых компьютеров возможно решать задачи, меньше заботясь о точности вычислений, чем при написании программы для цифровой ЭВМ. Например, для электронных аналоговых компьютеров без проблем реализуются задачи, требующие решения дифференциальных уравнений, интегрирования или дифференцирования. Для каждой из этих операций применяются специализированные схемы и узлы, обычно с применением операционных усилителей. Также интегрирование легко реализуется и на гидравлических аналоговых машинах.

### Базовые элементы
Все функциональные блоки аналоговых вычислительных машин можно разделить на ряд групп:
1. линейные — выполняют такие математические операции, как интегрирование, суммирование, перемена знака, умножение на константу.
2. нелинейные (функциональные преобразователи) — соответствуют нелинейной зависимости функции от нескольких переменных.
3. логические — устройства непрерывной, дискретной логики, релейные переключающие схемы. Вместе эти устройства образуют устройство параллельной логики.

Универсальные АВМ, как правило, содержат в своем составе:
- источник питания
- контрольно-измерительную аппаратуру
- управляющее устройство
- наборное поле
- блоки суммирования (сумматор)
- блоки интегрирования (интегратор)
- блоки дифференцирования (дифференциатор)
- множительно-делительное устройство
- блоки нелинейности (функциональный преобразователь)

также используются:
- потенциометр функциональный
- блок переменных коэффициентов
- вычислитель индукционный
- тахогенератор

Схема масштабного звена, он же инвертор при

- масштабное звено — аналоговый функциональный блок в АВМ структурного типа, в котором выходная величина {\displaystyle y(t)} и входная величина {\displaystyle x(t)} связаны зависимостью: {\displaystyle y(t)=kx(t)} Применяется когда в АВМ при реализации структурной схемы модели необходимо произвести умножение на постоянный коэффициент {\displaystyle k.} В качестве звена масштабирования может применяться блок суммирования, в котором {\displaystyle k_{1}\neq 1} и {\displaystyle k_{i}=0,\ i=2,\ \dots \ n,} а напряжение на выходе определяется зависимостью:

{\displaystyle U_{a}=-{\frac {R_{2}}{R_{1}}}U_{e}(t)=k_{1}U_{e}(t),\ k_{1}\ <\ 0.}

#### Запоминающее устройство
- Ёмкостные запоминающие устройства — динамические запоминающие устройства, основанная на свойстве конденсаторов хранить поданное на него напряжение. Ячейка ёмкостного ЗУ формируется на обычном интеграторе с различными коммутаторами. Иногда в интегратор для уменьшения времени процесса запоминания вводится операционный усилитель — повторитель. Время хранения информации в таких устройствах ограничено.
- Делитель напряжения — электромеханическое запоминающее устройство, в котором запоминаемым величинам соответствуют углы поворота реостатов. Подобные устройства могут неограниченное время хранить информацию.
- Запоминающая пара — устройство, формирующее задержанную во времени последовательность выбранных уровней входного сигнала. В качестве запоминающей пары часто применяют каскадно соединённые операционные усилители, один из которых работает в режиме отслеживания входного сигнала, а другой в режиме хранения.
- Запоминающее устройство на ферритовых сердечниках — основано на свойстве ферромагнетиков сохранять намагниченность. Ячейки таких ЗУ выполняются на ферритовых сердечниках либо на трансфлюксорах и тороидальных сердечниках. Использование трансфлюксоров и тороидальных сердечников уменьшает погрешности, одновременно снижая быстродействие.

### Характеристики
Добротность АВМ — обобщённая характеристика аналоговой вычислительной машины, вычисляемая по формуле:
{\displaystyle d={E_{max}-E_{min} \over E_{min}}\approx {E_{max} \over E_{min}}},
где {\displaystyle E_{max}} — максимально возможное значение машинной переменной, {\displaystyle E_{min}} — нижний предел возможного значения машинной переменной. Пределы, как правило, определяются экспериментально. Числовое значение {\displaystyle E_{min}} зависит от уровня помех, ошибок аналоговых функциональных блоков, точности применяемой измерительной аппаратуры. Добротность мощных АВМ превышает {\displaystyle d=10^{3}}.

## Классификация

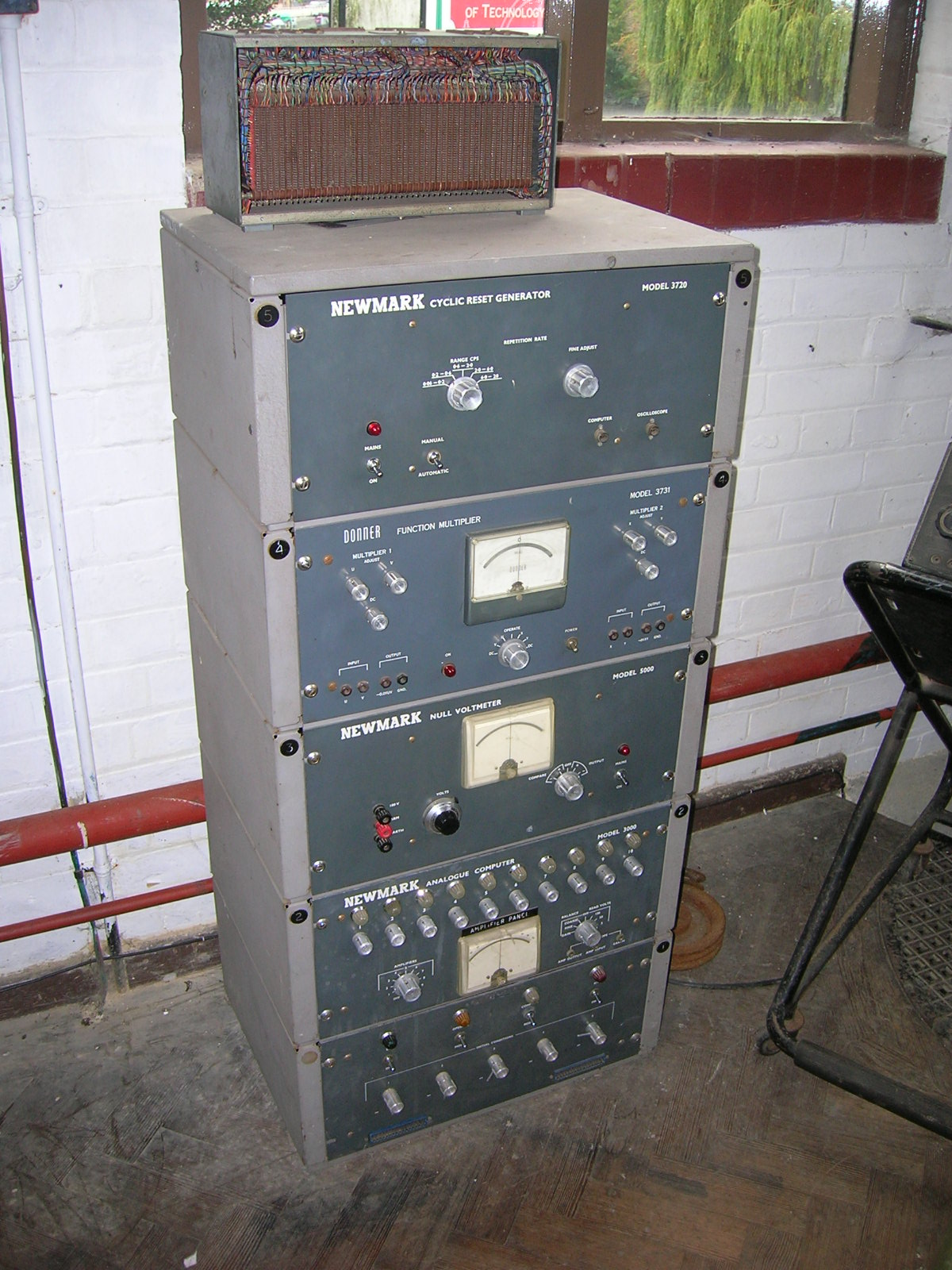
Аналоговая ЭВМ «Newmark», 1960 года выпуска. Состоит из пяти блоков, использовалась для вычисления дифференциальных уравнений. Сейчас находится в Кембриджском технологическом музее

Все АВМ можно разделить на две основных группы:
- Специализированные — предназначены для решения заданного узкого класса задач (или одной задачи);
- Универсальные — предназначены для решения широкого спектра задач.

### В зависимости от типа рабочего тела

#### АВМ механическая
Аналоговая вычислительная машина, в которой машинные переменные воспроизводятся механическими перемещениями. При решении задач на АВМ данного типа необходимо, кроме масштабирования переменных, производить силовой расчет конструкции и расчет мертвых ходов. Достоинствами механических АВМ являются высокая надежность и обратимость, позволяющая воспроизводить прямые и обратные математические операции. Недостатки АВМ такого типа — высокая стоимость, сложность изготовления, большие габариты и вес, а также низкий коэффициент эффективности использования отдельных вычислительных блоков. Механические АВМ применяют при построении высоконадежных вычислительных устройств.
Общее название потоковых (пневматических и гидравлических) конструкций, предназначенных для вычислений и т. п. задач — пневмоника (см. Струйная логика).

##### АВМ пневматическая
Аналоговая вычислительная машина, в которой переменные представлены в виде величин давления воздуха (газа) в различных точках специально построенной сети. Элементами такой АВМ являются дроссели, ёмкости и мембраны. Дроссели играют роль сопротивлений, могут быть постоянными, переменными, нелинейными и регулируемыми. Пневматические ёмкости представляют собой глухие или проточные камеры, давление в которых вследствие сжимаемости воздуха растет по мере их наполнения. Мембраны используются для преобразования давления воздуха. В состав пневматической АВМ могут входить усилители, сумматоры, интеграторы, функциональные преобразователи и множительные устройства, которые соединяются между собой при помощи штуцеров и шлангов. Пневматические АВМ уступают в быстродействии электронным. В среднем подвижные элементы такой АВМ имеют время срабатывания около десятой доли миллисекунды, следовательно, они могут пропускать частоты порядка 10 кГц. Такие АВМ отличаются значительными погрешностями, поэтому применяются там, где нельзя применять другие типы вычислительных машин: во взрывоопасных средах, в средах с высокими температурами, в автоматических системах химического производства. Из-за низкой стоимости и высокой надежности такие АВМ также применяют в металлургии, теплоэнергетике, газовой промышленности и т. п.
В 1960-х годах разрабатывались для получения средства дискретных вычислений с высокой радиационной стойкостью. Были разработаны элементы, выполняющие основные логические операции и элементы памяти без механических подвижных элементов.
Такие элементы очень долговечны, поскольку в них практически отсутствуют подвижные части, и, как следствие, нечему ломаться. В случае засорения каналов логические матрицы легко разбираются и промываются. Работает пневмокомпьютер от промышленной пневмосети. Логические матрицы легко штампуются на термопласт-автоматах из пластика. Для особых случаев матрица может быть изготовлена из тугоплавкой керамики, отлита из чугуна или другого сплава.
Сейчас пневмокомпьютеры используются в отраслях промышленности, где требуется повышенная вибрационная стойкость, работоспособность в очень широком диапазоне температур или требуется управление пневматическими силовыми устройствами. В последнем случае устраняется необходимость в преобразователях электрического сигнала в перемещение (электро-пневмопреобразователь + позиционер). Это — роботы и автоматика, работающие в металлургии, в горнорудной промышленности. Известны случаи управления элементами авиационных двигателей, автоматикой ракетных систем, силовыми приводами вертолетов и самолетов.
Существует также целая категория производств, агрегатов и установок, где применение электричества, даже самых низких напряжений, очень нежелательно. Это химия органических соединений, нефтеперегонные заводы, подземная добыча угля и руды. Они широко используют пневматическую автоматику.

##### ГидравлическиеАВМ
В. С. Лукьянов в 1934 году предложил принцип гидравлических аналогий и в 1936 году реализовал первый «гидравлический интегратор» — устройство, предназначенное для решения дифференциальных уравнений, действие которого основано на протекании воды. В дальнейшем подобные устройства применялись в десятках организаций и использовались до середины 1980-х годов.
Первые экземпляры были скорее экспериментальными, были сделаны из жести и стеклянных трубок, и каждый мог использоваться для решения только одной задачи.
В 1941 году Лукьяновым был создан гидравлический интегратор модульной конструкции, который позволял собрать машину для решения разнообразных задач.
В 1949 году Уильям Филлипс создал гидравлический компьютер MONIAC, ориентированный на моделирование финансовых потоков.
В 1949—1955 годах в институте НИИСЧЕТМАШ был разработан интегратор в виде стандартных унифицированных блоков. В 1955 году на Рязанском заводе счетно-аналитических машин начался серийный выпуск интеграторов с заводской маркой «ИГЛ» (интегратор гидравлический системы Лукьянова).
В настоящее время два гидроинтегратора Лукьянова хранятся в Политехническом музее.

#### Электрические АВМ

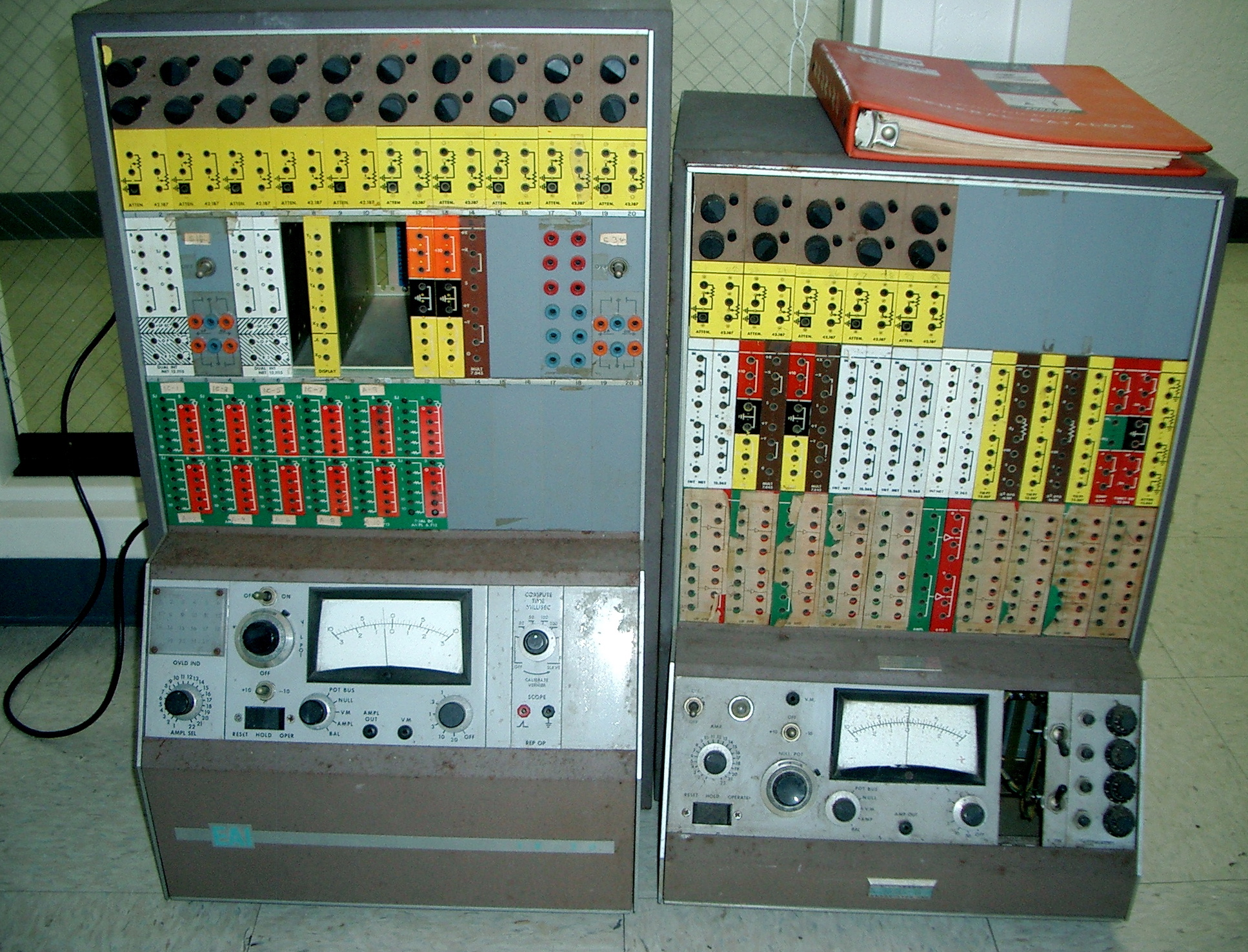
АВМ с наборными полями

Это аналоговые вычислительные машины, в которых переменные представляются электрическим напряжением постоянного тока. Получили широкое распространение в связи с высокой надёжностью, быстродействием, удобством управления и получения результатов.

#### Комбинированные АВМ

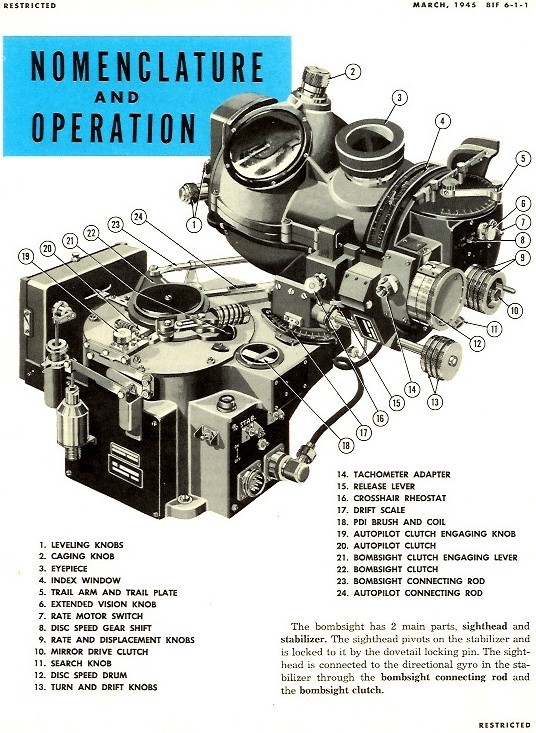
Страница инструкции с описанием точного аналогового механизма прицеливания американского бомбового прицела «Norden» для бомбардировщиков времен Второй мировой войны

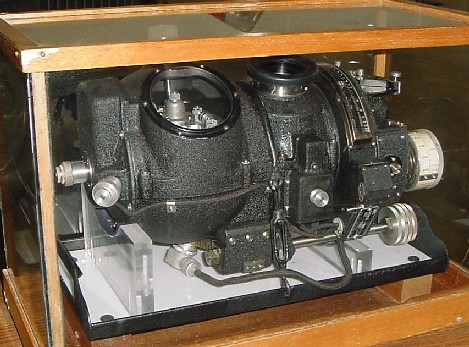
Аналоговый бомбовый прицел «Norden» в сборе

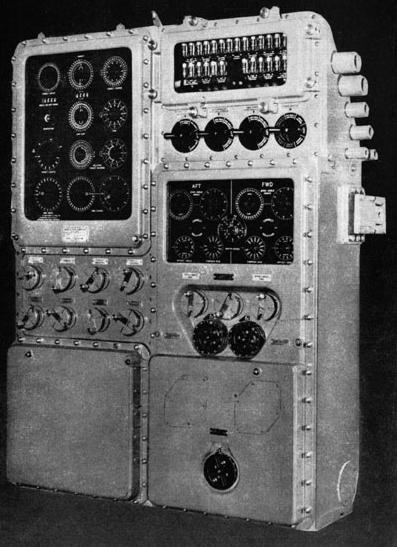
US Navy Mk III Torpedo Data Computer, аналоговый компьютер для управления торпедным огнём. Использовался на американских субмаринах во время Второй мировой войны

##### Электромеханические АВМ
Примером комбинированной АВМ может служить электромеханические АВМ, в которых машинными переменными являются механические (обычно угол поворота) и электрические (обычно напряжение) величины. Специфическими для данного типа АВМ являются вращающиеся трансформаторы и тахогенераторы. АВМ данного типа менее надёжны, чем механические, из-за наличия скользящих контактов.

### По конструктивным признакам

#### АВМ матричного типа
АВМ матричного типа (групповая аналоговая машина) — аналоговая машина, в которой отдельные простейшие вычислительные блоки жестко соединяются в одинаковые типовые группы. В основном используется для моделирования дифференциальных уравнений. Задачу при этом предварительно необходимо свести к равносильной ей системе дифференциальных уравнений первого порядка. Каждая типовая группа вычислительных элементов используется для моделирования одного уравнения. АВМ матричного типа нуждается в определенном процессе масштабирования, при котором значения коэффициентов одного столбца матрицы должны иметь одинаковый порядок. Набор задач на таких АВМ сводится к установке коэффициентов и начальных условий. Недостатком АВМ этого типа является низкая эффективность использования отдельных блоков. К этому типу АВМ в основном относятся механические АВМ.

#### АВМ структурного типа
Структурная операционная аналоговая машина, в которой простейшие вычислительные блоки соединяются между собой в соответствии с математическими операциями решаемого уравнения. Используются для математического моделирования.

### По способу функционирования

#### Быстрая АВМ
АВМ с периодизацией, с повторением решения — аналоговая вычислительная машина, в которой этапы решения задач автоматически повторяются с помощью системы коммутации. Предел частоты повторений определяется частотными характеристиками решающих элементов. Вычислительные элементы АВМ однократного действия (операционные усилители, функциональные преобразователи и т. п.) пригодны для использования в АВМ с периодизацией. В таких АВМ используются интеграторы с малой постоянной времени. Устройство быстродействующих АВМ более сложное, чем у АВМ однократного действия, так как используются специальные схемы для разряда конденсаторов в конце цикла и схемы для автоматического ввода начальных значений в начале каждого вычислительного цикла. Самое большее преимущество АВМ такого типа — возможность наблюдать изменение результата в зависимости от параметров в реальном времени. Быстродействующие АВМ используются для приблизительного определения передаточной функции физической системы по семейству её переходных характеристик, для решения краевых задач, вычисления интеграла Фурье и корреляционного анализа.

#### Медленная АВМ
Аналоговая вычислительная машина однократного действия, в которой используются интеграторы с относительно большими постоянными времени. Решение типовых задач на таких АВМ длится от нескольких секунд до нескольких минут. При этом результат изменения параметров может быть зафиксирован только после завершения всех вычислительных циклов.

#### Итеративная АВМ
Аналоговая вычислительная машина, осуществляющая процесс решения задачи итерационным способом в течение определенного числа итераций. Специфика такой АВМ позволяет управлять ходом вычислений в заданные моменты времени. Например, возможно обрабатывать значения с выходов интеграторов и пересылать информацию из одного такта в другой в зависимости от условий.

## Применение

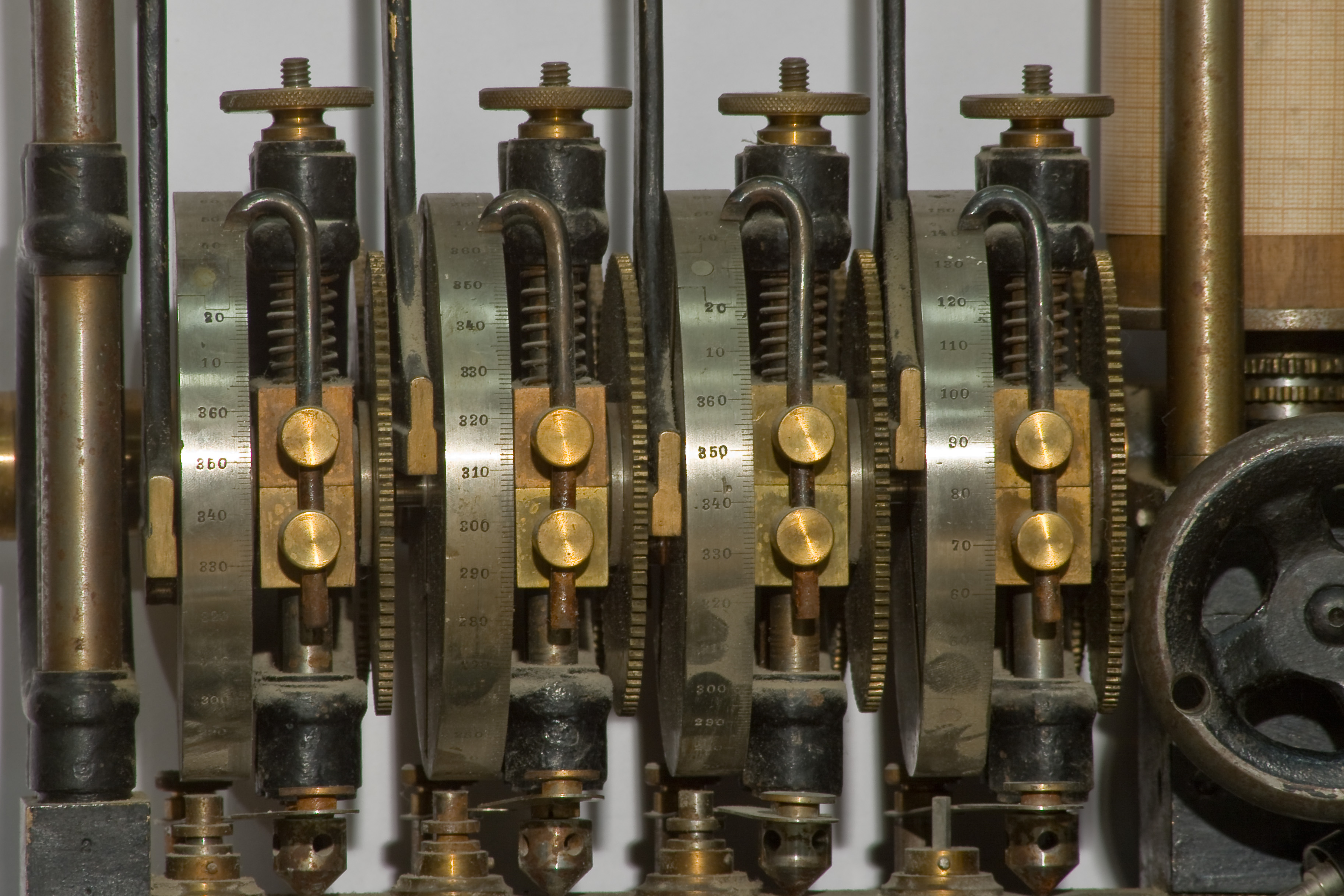
Индикатор кулачкового аналогового компьютера

Аналоговые электронные компьютеры основываются на задании физических характеристик их составляющих. Обычно это делается методом включения-исключения некоторых элементов из цепей, которые соединяют эти элементы проводами, и изменением параметров переменных сопротивлений, ёмкостей и индуктивностей в цепях.
Автомобильная автоматическая трансмиссия является примером гидромеханического аналогового компьютера, в котором при изменении вращающего момента жидкость в гидроприводе меняет давление, что позволяет получить необходимый конечный коэффициент передачи.
До появления мощной и надёжной цифровой аппаратуры аналоговые вычислители широко применялись в авиационной и ракетной технике, для оперативной обработки различной информации и последующего формирования сигналов управления в автопилотах и различных более сложных системах автоматического управления полётом, или другими специализированными процессами.
Помимо технических применений (автоматические трансмиссии, музыкальные синтезаторы), аналоговые компьютеры используются для решения специфических вычислительных задач практического характера. Например, кулачковый механический аналоговый компьютер, изображённый на фото, применялся в паровозостроении для аппроксимации кривых 4 порядка с помощью преобразований Фурье.
Механические компьютеры использовались в первых космических полётах и выводили информацию с помощью смещения индикатора поверхностей. С первого пилотируемого космического полета до 2002 года, каждый пилотируемый советский и российский космический корабль из серий Восток, Восход и Союз был оснащен компьютером «Глобус», показывающим движение Земли через смещение миниатюрной копии земного шара и данные о широте и долготе.

### Военная техника
В военной технике исторически выработалось ещё одно название аналоговых вычислительных устройств для управления огнём артиллерии, высотного бомбометания и других военных задач, требующих сложных вычислений — это счётно-решающий прибор. Примером может служить прибор управления зенитным огнём.
Аналоговая техника интересна для военных двумя чертами: она крайне быстра, и в условиях помех работоспособность машины восстановится, как только помеха пропадёт.

### Современная техника
Сейчас аналоговые компьютеры уступили своё место цифровым технологиям, системам автоматики и обработки сигналов на основе некоторых микросхем FPGA для «смешанных» цифровых и аналоговых сигналов.

## Представители

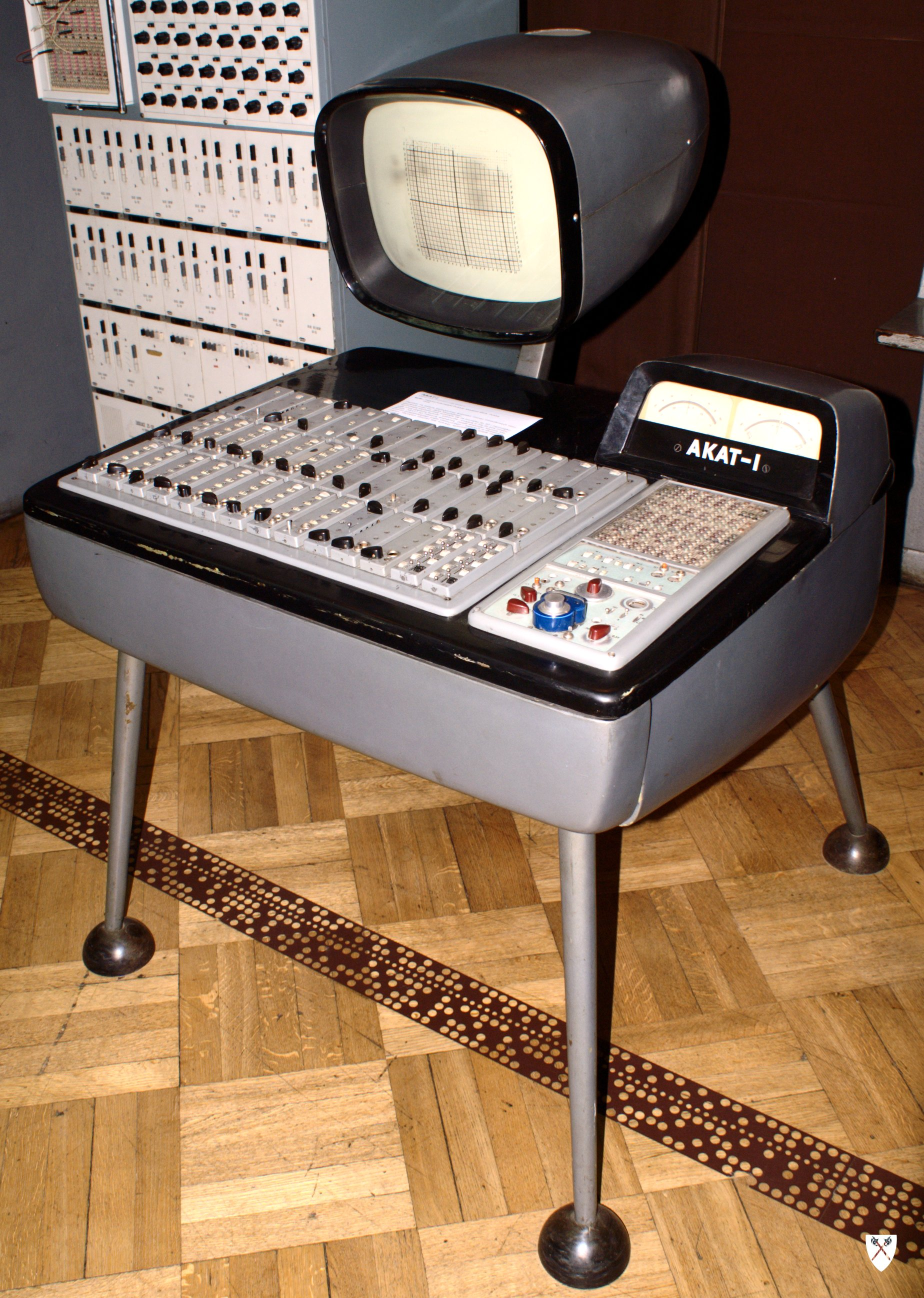
Польский электронный аналоговый компьютер «AKAT-1»

Среди аналоговых вычислительных устройств можно выделить:

### «FERMIAC»
|  |  |

FERMIAC — аналоговый компьютер, изобретенный физиком Энрико Ферми в 1946 году для помощи в его исследованиях. Использовался метод Монте-Карло для моделирования перемещения нейтронов в различных типах ядерных систем. При заданном начальном распределении нейтронов целью моделирования является разработка многочисленных «генеалогий нейтронов» или моделей поведения отдельных нейтронов, включая каждое столкновение, рассеяние и деление ядра. На каждом этапе для принятия решений о поведении нейтронов использовались псевдослучайные числа, «генерируемые» настройками барабанов данного устройства.

### «Итератор»
«Итера́тор» — специализированная АВМ, предназначенная для решения линейных краевых задач систем линейных дифференциальных уравнений. Разработана в Институте кибернетики АН УССР в 1962 году.
«Итератор» решает краевую задачу итерационным способом Ньютона, сводящим её к решению нескольких дифференциальных уравнений с заданными начальными условиями. Этот алгоритм заключается в определении матрицы первых производных по компонентам вектора начальных условий и автоматического поиска решения краевой задачи с использованием этой матрицы. Благодаря примененному методу, сходимость итерационного процесса с заданной допустимой ошибкой решения обеспечивается за три-четыре итерации.
Кроме систем дифференциальных уравнений с постоянными и переменными коэффициентами 2n-го порядка с линейными краевыми условиями, «Итератор» решает системы линейных алгебраических уравнений n-го порядка с произвольной матрицей коэффициентов.

#### Характеристики
- максимальный порядок решаемой системы дифференциальных уравнений — 8;
- максимальное число точек в интервале интегрирования, входящих в краевые условия — 3;
- максимальная погрешность — до 3 %;
- число операционных усилителей — 21;
- потребляемая мощность — 1кВ·A.

### «МН»
Семейство аналоговых вычислительных машин. Название является аббревиатурой слов «модель нелинейная». Были предназначены для решения задач Коши для обыкновенных дифференциальных уравнений. Наиболее совершенным представителем машин этого ряда была машина МН-18 — АВМ средней мощности, предназначенная для решения методами математического моделирования сложных динамических систем, описываемых дифференциальными уравнениями до десятого порядка в составе аналого-цифрового вычислительного комплекса или самостоятельно. Схема управления позволяет производить одновременно и разделенный запуск интеграторов по группам, однократное решение задач и решение задач с повторением. Допустимо объединение до четырёх машин МН-18 в единый комплекс.

#### Характеристики МН-18
- количество операционных усилителей — 50;
- максимальный порядок решаемых уравнений — 10;
- диапазон изменения применяемых величин ± 50 В;
- время интегрирования — 1000 с;
- потребляемая мощность — 0,5 кВ × А.

См. также статью МН-10.

## Биологические аналоги
Мозг человека — самое мощное и эффективное «аналоговое устройство» из существующих. И хотя передача нервных импульсов происходит за счет дискретных сигналов, информация в нервной системе не представлена в цифровом виде. Нейрокомпьютеры — аналоговые, гибридные компьютеры (модели, реализованные на цифровых ЭВМ), построенные на элементах, которые работают аналогично клеткам мозга.